# Yo amo a la TV
Yo amo a la TV fue un programa televisivo de Argentina, creado por Carlos Rottemberg, que fue emitido por diferentes canales: ATC (1998), América TV (1999-2000), Canal 7 (2002-2003, 2006-2007) y Magazine (2008-2013). El programa era conducido por Andrés Percivale (1998-2000), Juan Carlos Vilches (2002-2003) y Guillermo Blanc (2006-2013).

## Sinopsis
El ciclo proponía un análisis de la coyuntura del medio televisivo a partir de tópicos como formatos, contenidos, audiencias y ratings, aspectos empresariales, etc. También se presentaban cuestiones vinculadas a la farándula, aunque se otorga prioridad al análisis de la televisión como medio de comunicación masivo.

## Conductores
- Andrés Percivale (1998-2000)
- Juan Carlos Vilches (2002-2003)
- Guillermo Blanc (2006-2013)

## Panelistas

### 1998-2000
- Guillermo Blanc
- Jorge Lafauci
- Guillermo Pardini
- Any Ventura

### 2002
- Bárbara Arroyo
- Guillermo Blanc
- Silvia Fernández Barrio
- Jorge Lafauci

### 2003
- Bárbara Arroyo
- Guillermo Blanc
- Marina Calabró
- Silvia Fernández Barrio

### 2006
- Daniela Bruno
- Marina Calabró
- Nancy Duré
- Jorge Lafauci

### 2007-2008
- Daniela Bruno
- Marina Calabró
- Quique Dupláa
- Nancy Duré

### 2009
- Andrea Bisso
- Florencia Ghio
- Leonardo Greco
- Fernando Menéndez

### 2010
- Andrea Bisso
- Fernando Menéndez
- Leonardo Greco
- Josefina Pouso

### 2011
- Andrea Bisso
- Daniela Bruno
- Fernando Menéndez
- Sol Soldano

### 2012
- María Fernanda Arena
- Daniela Bruno
- Daniel Gómez Rinaldi
- Fernando Menéndez
- Romina Monfrinotti

### 2013
- María Fernanda Arena
- Daniela Bruno
- Fernando Menéndez
- Romina Monfrinotti
- Evelyn Von Brocke

- Datos: Q30911310